# 로스트 (2012년 영화)
《로스트》(영어: Gone)는 2011년 개봉한 미국의 스릴러 영화이다. 브라질 감독 에이토르 달리아의 유일한 영어권 영화 연출작이다.

## 줄거리
오리건주 포틀랜드에 사는 질은 여동생 몰리가 사라지자 일전에 자신을 납치했던 연쇄 살인범의 행각으로 추측한다. 그러나 경찰은 질의 납치 사건조차도 질의 망상이 빚어낸 허구라고 믿으며 질의 추정을 허무맹랑하다고 일축한다.
질이 홀로 조사를 시작하자 경찰은 그 과정에서 질이 엉뚱한 사람을 죽일 것을 염려해 뒤를 쫓는다. 질은 납치범으로 추정되는 남자와 연락이 닿고, 남자가 통화에서 지시하는대로 길을 밟아 예전에 감금됐던 포트리크 파크 숲 한가운데에 도달한다.
사실 몰리는 그간 질과 몰리의 집 지하실에 감금되어있었고, 빠져나온 뒤 경찰에게 질이 그간 주장해온 내용이 진실됨을 입증한다. 한편 숲 속의 질은 사투 끝에 범인에게 총을 쏘고, 과거에 자신이 갇혀있었던 구덩이 속에 범인을 가두고 불을 붙인 다음 유유히 자리를 뜬다.
경찰이 범인은 어떻게 됐냐고 묻자 질은 전부 자신의 망상이었다고 답한다.

## 출연
- 어맨다 사이프레드 - 질리언 "질" 콘웨이 역
- 웨스 벤틀리 - 피터 후드 형사 역
- 세바스티안 스탄 - 빌리 역
- 대니얼 순자타 - 파워스 경사 역
- 제니퍼 카펜터 - 샤론 에임스 역
- 닉 서시 - 엠 밀러 역
- 소크라티스 오토 - 짐 "디거" 러포인트 역
- 에밀리 위커섐 - 몰리 콘웨이 역
- 조엘 데이비드 무어 - 닉 매시 역
- 캐서린 메니그 - 에리카 론즈데일 형사 역
- 마이클 퍼레이 - 레이 보즈먼 경사 역
- 헌터 패리시 - 트레이 역
- 조던 프라이 - 운동선수 역